# Wolfgang Hilberg

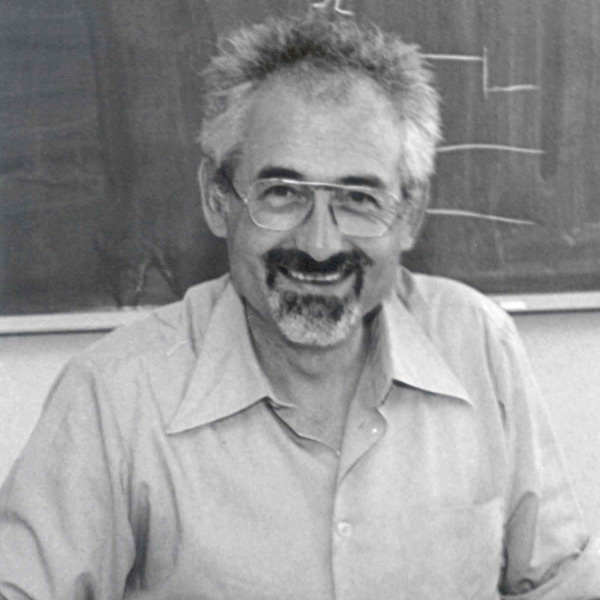
Wolfgang Hilberg

Wolfgang Hilberg (* 7. Februar 1932 in Gießen; † 23. Februar 2015 in Groß-Bieberau) war ein deutscher Ingenieur und Professor für Elektrotechnik der Technischen Universität Darmstadt.

## Wissenschaftliche Laufbahn
Wolfgang Hilberg studierte an der TU Darmstadt Elektrotechnik und schloss sein Studium 1958 mit dem Diplom ab. Im selben Jahr nahm er seine Berufstätigkeit als Ingenieur am Forschungsinstitut der Telefunken AG auf. Dort promovierte er auch 1963 als externer Doktorand der TU Darmstadt unter der Betreuung von Karl Küpfmüller. 
1967 erfand Hilberg bei der Telefunken AG die digital kodierte Zeitübertragung für Funkuhren und meldete auch in diesem Jahr ein entsprechendes Patent an. 1972 wurde er als Professor für Digitale Schaltungen und Speicher im Fachbereich Elektrotechnik an die TU Darmstadt berufen und entwickelte hier Prototypen der Funkuhr und ihre wesentlichen Elemente. Obwohl Hilberg eine Massenproduktion bei verschiedenen deutschen Uhrenherstellern anregte, begann die Uhrenindustrie mit der Herstellung von Funkuhren erst ab 1986 und nach Ablauf des Patentes. 
Bis zu seinem 68. Lebensjahr war Hilberg aktiver Professor der TU Darmstadt. Er wurde im Jahr 2000 emeritiert. Insgesamt wurden 45 Patente auf seinen Namen erteilt.

## Ehrungen
- 2011: Eduard-Rhein-Technologiepreis[2]